# A.D. 2044
A.D. 2044 là một game phiêu lưu Ba Lan của hãng LK Avalon, phát hành ngày 9 tháng 9 năm 1996 trên Windows.

## Sản xuất
Trò chơi này là phiên bản làm lại từ game năm 1991 mang tên A.D. 2044: Seksmisja phát triển bởi R.M.P. Software và được LK Avalon phát hành cho máy tính Atari 8-bit. Đây là một tựa game phiêu lưu trỏ và nhấp đơn giản được tạo ra bởi Roland Pantoła. Trò chơi mới dựa trên cùng một câu chuyện, nhưng với đồ họa được cập nhật. Phiên bản này của game đã trở thành một cú hit lớn.
Đây là trò chơi máy tính đầu tiên của Ba Lan được phát hành trên hai đĩa CD và có đồ họa dựng bằng 3D. Trò chơi đi kèm với một chương trình khuyến mãi chưa từng có về quy mô cho đất nước. Mặc dù game này ban đầu được phát hành bằng tiếng Ba Lan, phụ đề tiếng Anh cuối cùng đã được thêm vào trong game năm 2017.

## Tổng quan
Dựa trên bộ phim Seksmisja của đạo diễn Juliusz Machulski, game lấy bối cảnh thế giới thời hậu tận thế trong tương lai nơi phụ nữ cai trị hành tinh này. Mọi chuyện bắt nguồn từ một nhóm phụ nữ cực đoan, vốn đang nắm giữ một số vũ khí hạt nhân và yêu cầu sức mạnh tương đương từ nam giới, những kẻ đáp trả bằng cách gửi tên lửa gây ra mùa đông hạt nhân. Một ngàn phụ nữ sống sót sau khi ở trong hầm ngầm. Năm 2044, họ phát hiện ra một người đàn ông duy nhất được bảo quản trong một viên nang ngủ đông. Người chơi là nam này thoát khỏi cảnh tượng truy lùng và bắt đầu khám phá môi trường xung quanh mình.
Lối chơi kiểu như dạng game phiêu lưu trỏ và nhấp điển hình. Người chơi thu thập và thao tác các vật phẩm và nhấp vào các điểm nóng trên mành hình. Một giọng nam kể lại câu chuyện và cũng cung cấp gợi ý cho người chơi khám phá tiếp cuộc hành trình trong game.

## Đón nhận
Gra.pl cảm thấy phiên bản năm 1991 nên được coi là một "sự tò mò thú vị" so với phiên bản "thú vị và phát triển hơn" từ năm 1996.
Metzomagic lưu ý rằng cửa sổ giao điện trong game tỏ ra hào phóng hơn các trò chơi khác, đạt khoảng hai phần ba màn hình. Imperium Gier cảm thấy rằng trong khi trò chơi từng được coi là rất tốt, thì theo tiêu chuẩn hiện đại, nó chỉ đơn giản là trung bình. Rock, Paper, Shotgun đã bị ngắt game giữa chừng sau khi đọc bản tóm tắt. Gry Online nghĩ rằng thiết kế hình ảnh của trò chơi là cái gai trong mắt nó.